# Hedviga Bavarska
Hedviga Bavarska (o. 778. – 19. travnja 843.) bila je saksonska plemkinja. Njezin je otac bio grof Isambart Saksonski, dok joj je muž bio grof Hwelf. Hwelf i Hedviga postali su preci Karolinga i kraljeva Italije. Hedviga je bila i časna majka opatije Chelles.
Djeca Hedvige i njezinog muža:
- Judita Bavarska, franačka kraljica
- Rudolf od Ponthieua[1]
- Konrad I., grof Auxerrea
- Ema Altdorfska
- Matilda